# Greeneocharis similis
Greeneocharis similis är en strävbladig växtart som först beskrevs av K.Mathew och P.H.Raven, och fick sitt nu gällande namn av Hasenstab och M.G.Simpson. Greeneocharis similis ingår i släktet Greeneocharis och familjen strävbladiga växter. Inga underarter finns listade i Catalogue of Life.